# Rue du Général-Leclerc (Rosny-sous-Bois)
Pour les articles homonymes, voir Rue du Général-Leclerc.
La rue du Général-Leclerc est une voie de communication de Rosny-sous-Bois.

## Situation et accès

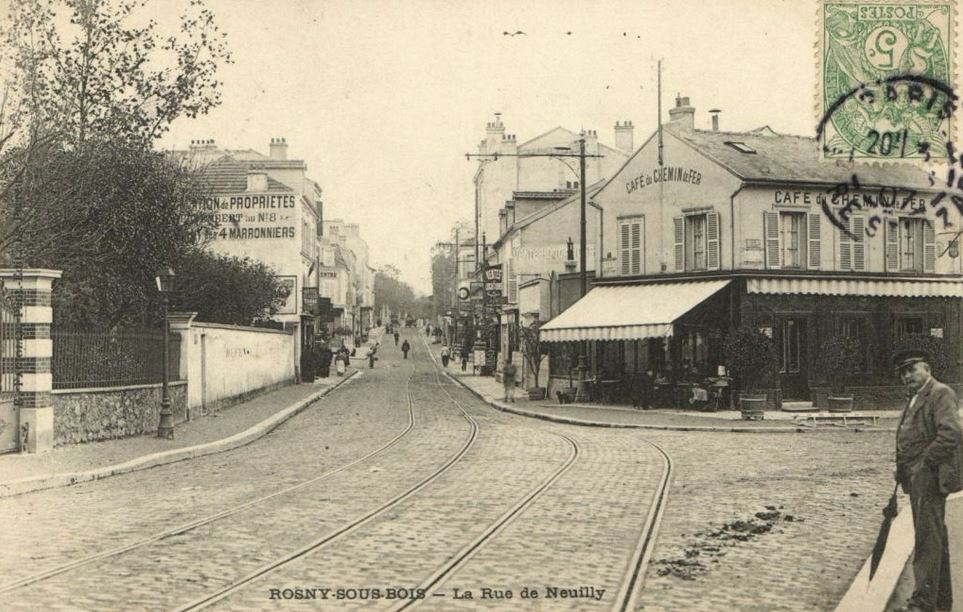
La rue de Neuilly au croisement de l'avenue Jean-Jaurès, à droite.

Cette voie de communication, desservie par la gare de Rosny-sous-Bois, suit le tracé de la route départementale 30. Son point de départ est le croisement de l'avenue Lech-Walesa, de la rue Paul-Cavaré et de l'avenue Jean-Jaurès, à côté du pont qui franchit la ligne de Paris-Est à Mulhouse-Ville.
Progressant vers l'est, elle passe tout d'abord le carrefour de la rue Édouard-Beaulieu et de la rue Gambetta. Elle forme ensuite le point de départ de la rue Verrier sur sa gauche, puis rencontre la rue Jeanne-d'Arc et passe devant l'église Saint-Laurent.
Après avoir formé le point de départ de la rue de Strasbourg, elle se dirige vers la limite de Neuilly-Plaisance et se termine dans l'axe de l'avenue du Maréchal-Foch.

## Origine du nom
Elle rend hommage à Philippe Leclerc de Hauteclocque, libérateur de Paris.

## Historique
Cette rue qui est anciennement le chemin menant à Neuilly-Plaisance, d'où son nom originel de « chemin de Neuilly-Plaisance » prend sa dénomination actuelle le 24 avril 1948.
Le 11 mars 1918, durant la première Guerre mondiale, le no 59 « rue de Neuilly » est touché lors d'un raid effectué par des avions allemands.

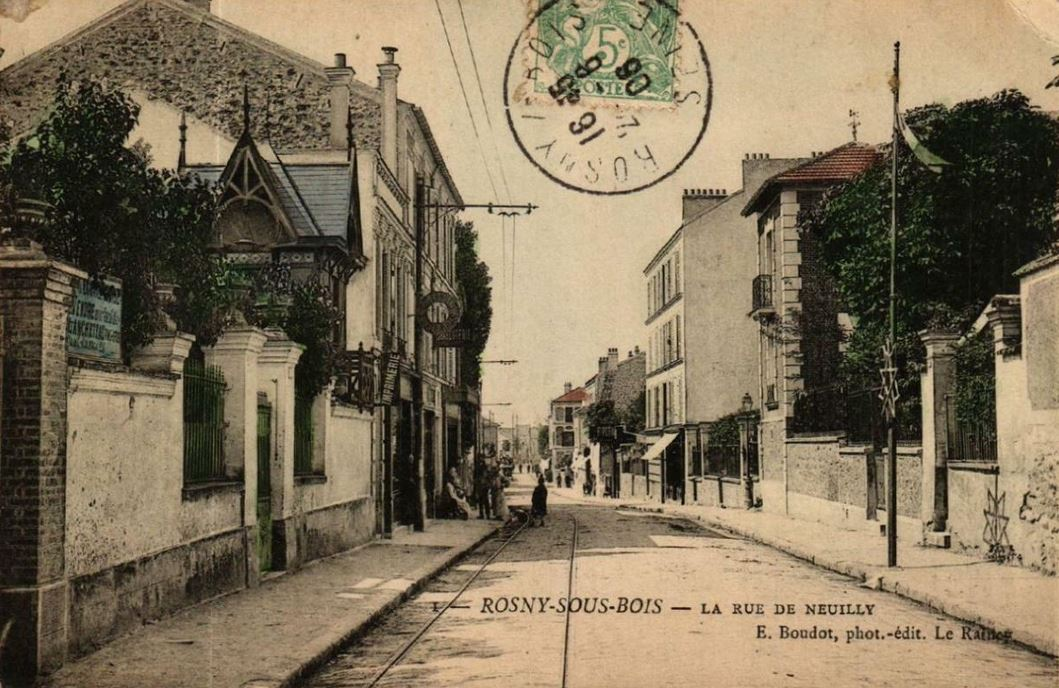
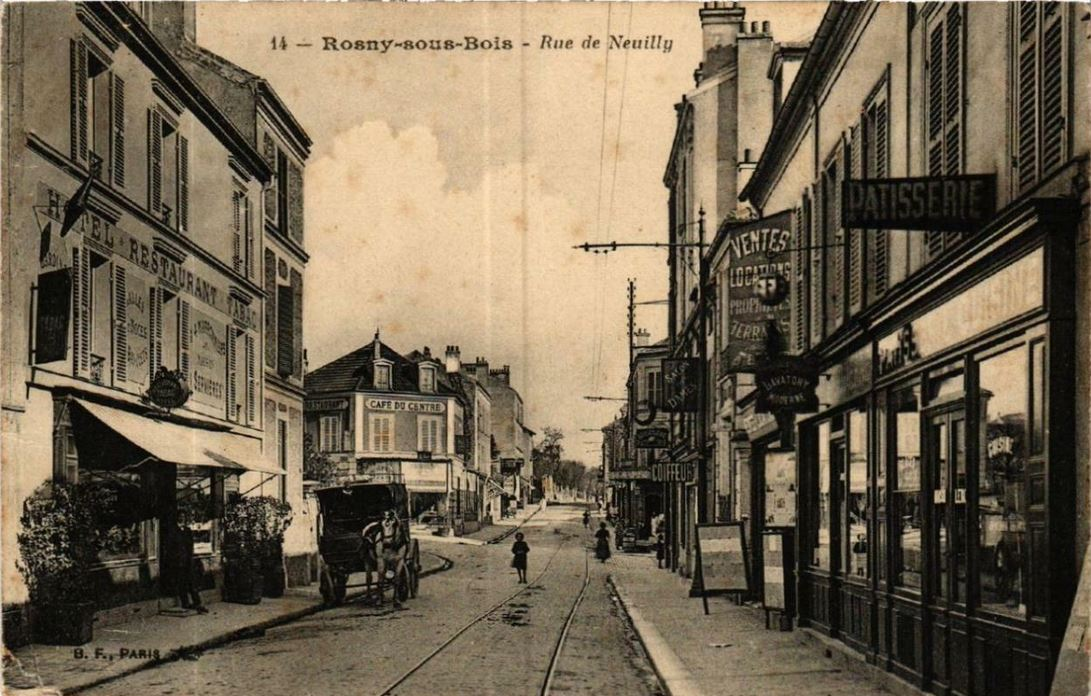
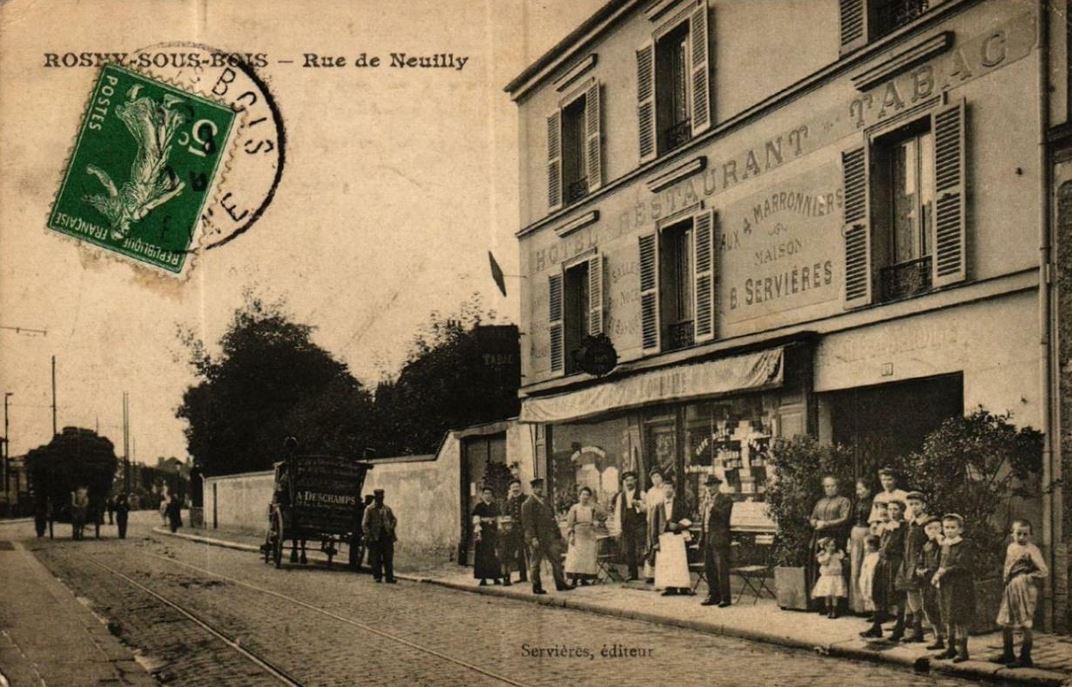
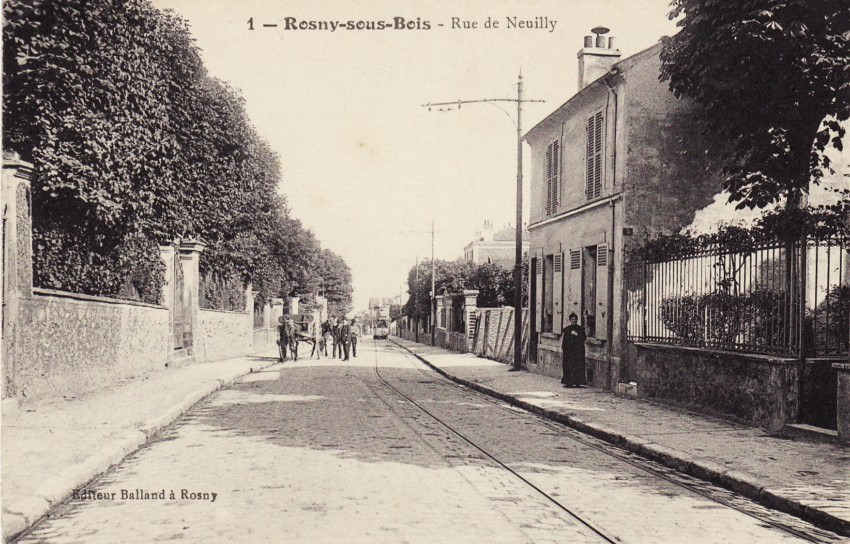

## Bâtiments remarquables et lieux de mémoire
- Église Saint-Laurent, construite en 1929.
- Gare de Rosny-sous-Bois.
- Hôtel de ville de Rosny-sous-Bois, au square Richard-Gardebled.